# Connecticut Cougars
Die Connecticut Cougars waren eine US-amerikanische Eishockeymannschaft aus Cromwell, Connecticut. Das Team spielte in der Saison 2003/04 in der North Eastern Hockey League. Die Heimspiele wurden im Mid-Hudson Civic Center ausgetragen.

## Geschichte
Die Mannschaft wurde 2003 als Franchise der erstmals ausgetragenen North Eastern Hockey League gegründet. Es war zunächst in Poughkeepsie im US-Bundesstaat New York beheimatet, wo es unter dem Namen Poughkeepsie Panthers in Erscheinung trat.
Aufgrund fehlender Zuschauerresonanz wurde das Team jedoch noch im Kalenderjahr 2003 nach Cromwell, Connecticut, umgesiedelt. Dort lief die Mannschaft als Connecticut Cougars auf. Aufgrund gescheiterter Verhandlungen um eine Heimspielstätte in Cromwell absolvierte das Team bis Saisonende ausschließlich Auswärtsspiele. In ihrer einzigen Spielzeit belegten die Cougars den vierten Platz der regulären Saison.

## Saisonstatistik
Abkürzungen: GP = Spiele, W = Siege, L = Niederlagen, T = Unentschieden, OTL = Niederlagen nach Overtime SOL = Niederlagen nach Shootout, Pts = Punkte, GF = Erzielte Tore, GA = Gegentore, PIM = Strafminuten
| Saison  | GP | W | L  | T | OTL | SOL | Pts | GF | GA  | Platz    | Playoffs           |
| 2003/04 | 17 | 4 | 13 | — | 0   | 0   | 8   | 99 | 178 | 4., NEHL | nicht qualifiziert |